# Nothing Lasts...But Nothing Is Lost
Albums de Shpongle
Tales of the Inexpressible
(2001) Ineffable Mysteries from Shpongleland
(2009)
Nothing Lasts… But Nothing is Lost est un album de Shpongle publié en 2005. Ce disque devait initialement être le dernier de Shpongle, avant que Simon Posford et Raja Ram ne changent d'avis. Comme les deux précédents albums, celui-ci comporte de nombreuses associations entre les musiciens, chanteurs et sons électroniques. Stylistiquement ce disque peut être décrit comme la fusion de la musique du monde et de la trance psychédélique. Il est dédié à la mémoire de l'auteur et chercheur psychédélique Terence McKenna dont la voix et les idées sont utilisées dans cet album. Tous les titres du disque s'enchaînent sans la moindre coupure.

## Pistes
1. Botanical Dimensions – 4:37
2. Outer Shpongolia – 2:33
3. Levitation Nation – 3:40
4. Periscopes of Consciousness – 1:54
5. Schmaltz Herring – 2:21
6. Nothing Lasts… – 4:28
7. Shnitzled in the Negev – 4:18
8. …But Nothing is Lost – 4:39
9. When Shall I Be Free? – 4:37
10. The Stamen of the Shamen – 4:11
11. "Circuits of the Imagination" – 3:12
12. Linguistic Mystic – 1:36
13. Mentalism – 2:54
14. Invocation – 2:40
15. Molecular Superstructure – 4:47
16. Turn Up the Silence – 3:22
17. Exhalation – 2:16
18. Connoisseur of Hallucinations – 3:31
19. The Nebbish Route – 3:36
20. Falling Awake – 1:50

Simon Posford déclara que  l'album devait comporter 8 titres divisés en 20 morceaux. Chaque partie symbolisait une phase de la séquence de rêve. Avant que l'album ne soit pressé une liste de 8 morceaux avait été publiée.

## Anecdotes
- Botanical Dimensions contient des extraits du film de Richard Linklater, Waking Life.
- Levitation Nation est un remix d'une parade de 2003 de Beija-Flor de Nilópolis, une école de samba brésilienne.
- Le titre Nothing Lasts provient des Métamorphoses (Ovide) c'est une traduction de "Omnia mutantur, sed nihil interit"
- Circuits of the Imagination contient des sons des implants bioniques de L'Homme qui valait trois milliards.
- The Nebbish Route utilise la voix de Ned Flanders des Simpsons. Il s'agit de l'épisode Le Mystérieux Voyage d'Homer